# Russell Lee

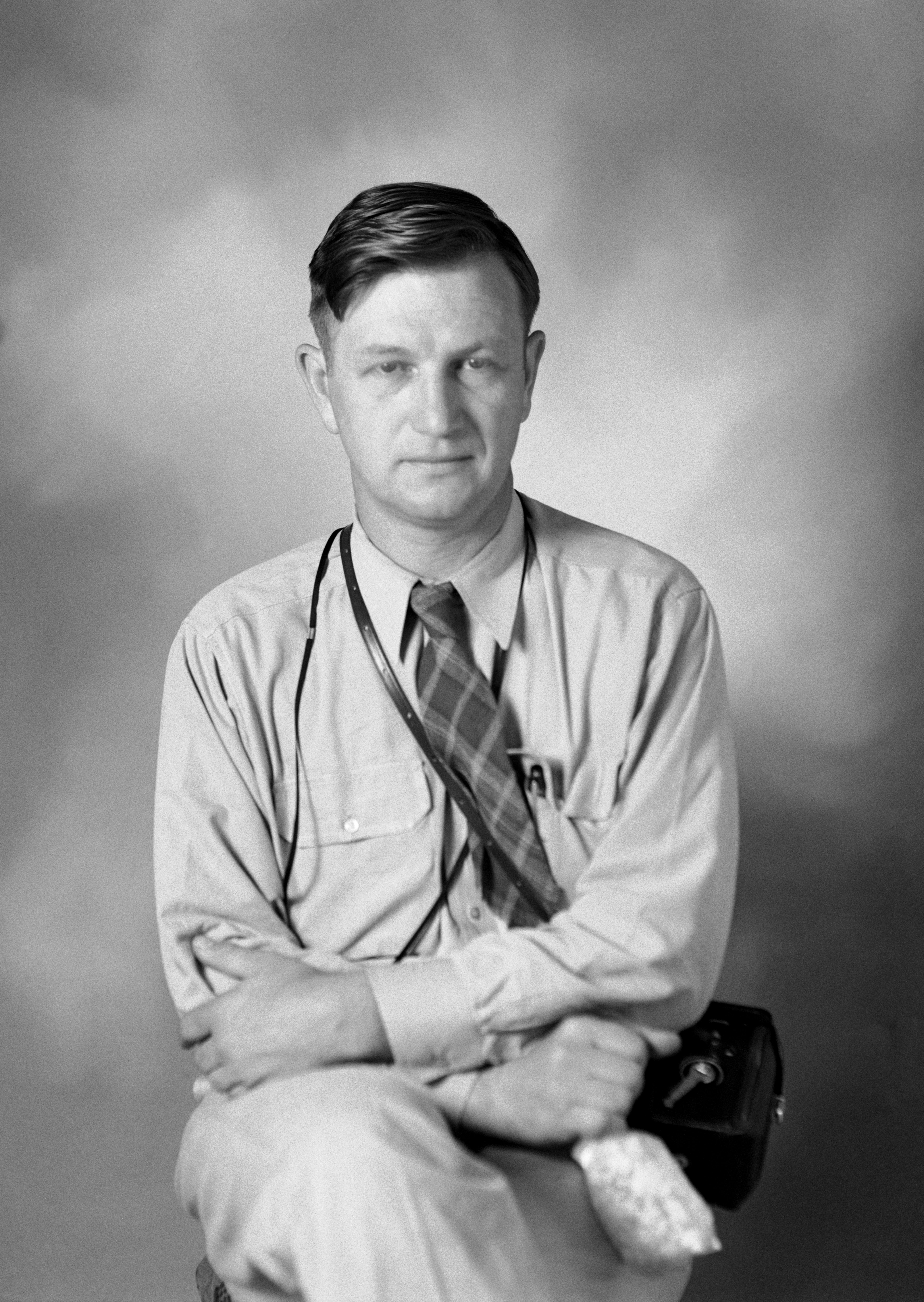
Russell Lee

Russell Lee (* 21. Juli 1903 in Ottawa, Illinois; † 28. August 1986 in Austin, Texas) war ein US-amerikanischer Chemiker und Fotograf, der vor allem als Fotograf der armen Landbevölkerung nach 1935 und die Arbeitsverhältnisse von Arbeitern nach dem Zweiten Weltkrieg bekannt wurde.

## Leben
Russell Lee war von seiner Ausbildung Chemiker und leitete bis 1929 ein amerikanisches Chemiewerk. Von 1929 bis 1935 studierte er Malerei in San Francisco, Woodstock und New York City. Von 1936 bis 1942 dokumentierte Lee im Team von Roy Stryker und im Auftrag der Farm Security Administration (FSA) zusammen mit anderen Fotografen – unter anderen Ben Shahn und Walker Evans – die amerikanische Landbevölkerung und die Verelendung während und nach der Great Depression. Besonders bekannt wurden seine Dokumentationen über San Augustine, Texas, 1939 und Pie Town, New Mexico, 1940.
Nach dem Zweiten Weltkrieg dokumentierte er im Auftrag der amerikanischen Regierung die Arbeitsverhältnisse in den amerikanischen Kohlegruben und produzierte Bildberichte über Raffinerien in den USA, Italien und dem Vorderen Orient im Auftrag der Standard Oil in New Jersey. Etwa 80.000 dieser Bilder wurden von der Exxon Corporation der University of Louisville in Kentucky gespendet. 1947 ging Lee nach Austin, Texas, und 1965 wurde er der erste Lehrstuhlinhaber für Fotografie an der University of Texas.

## Bilder

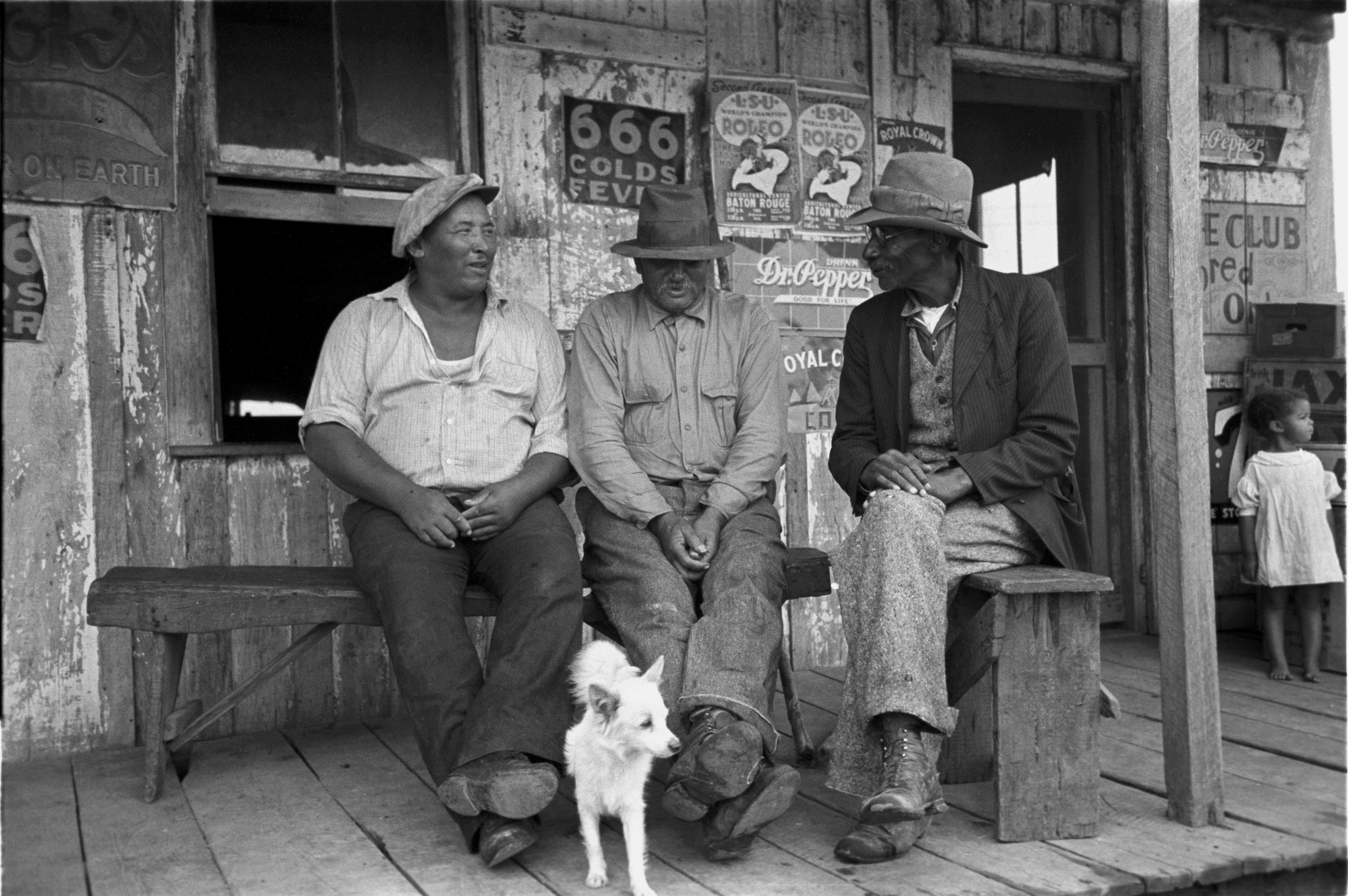
General Store, Louisiana, 1938
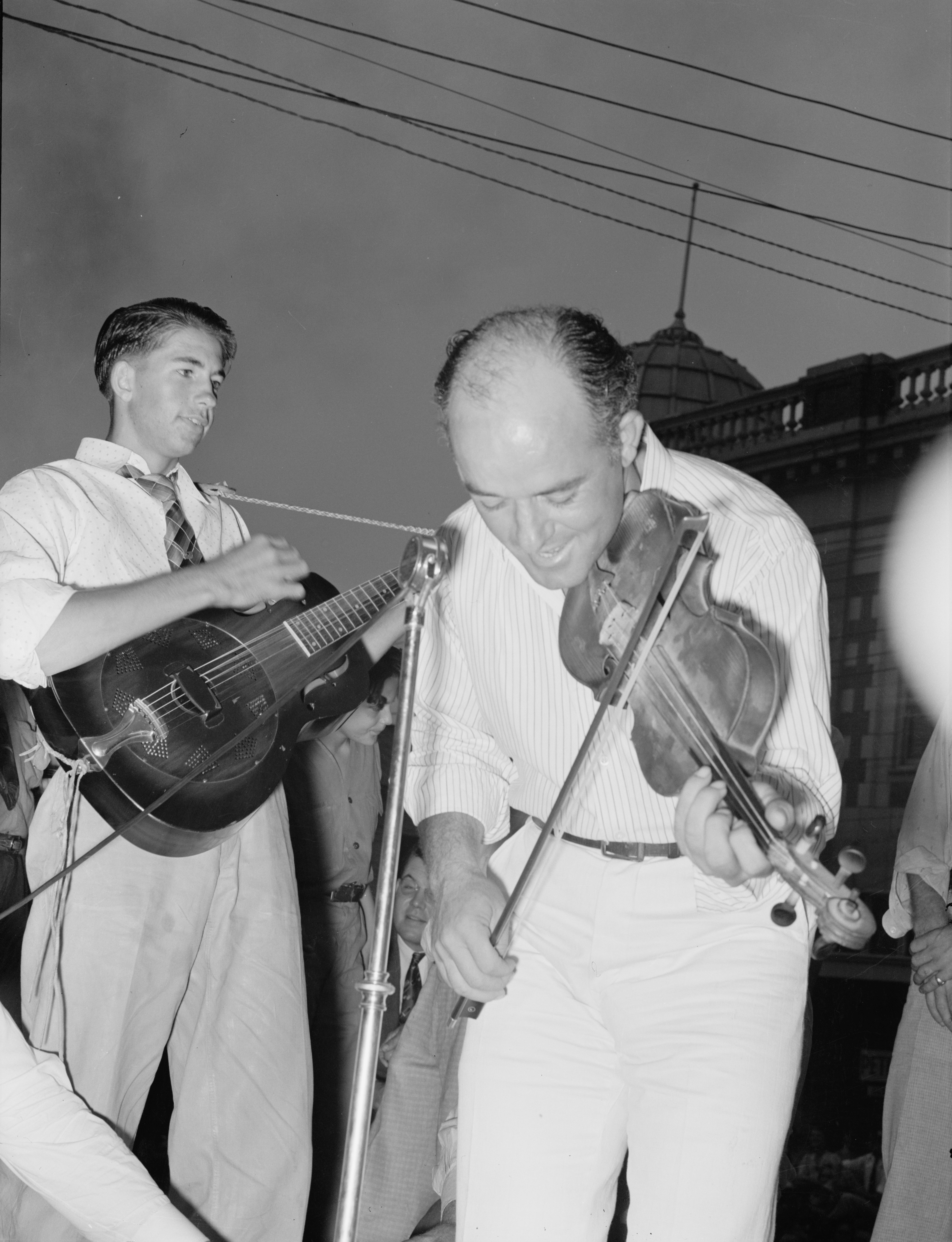
Cajun-Fiedler
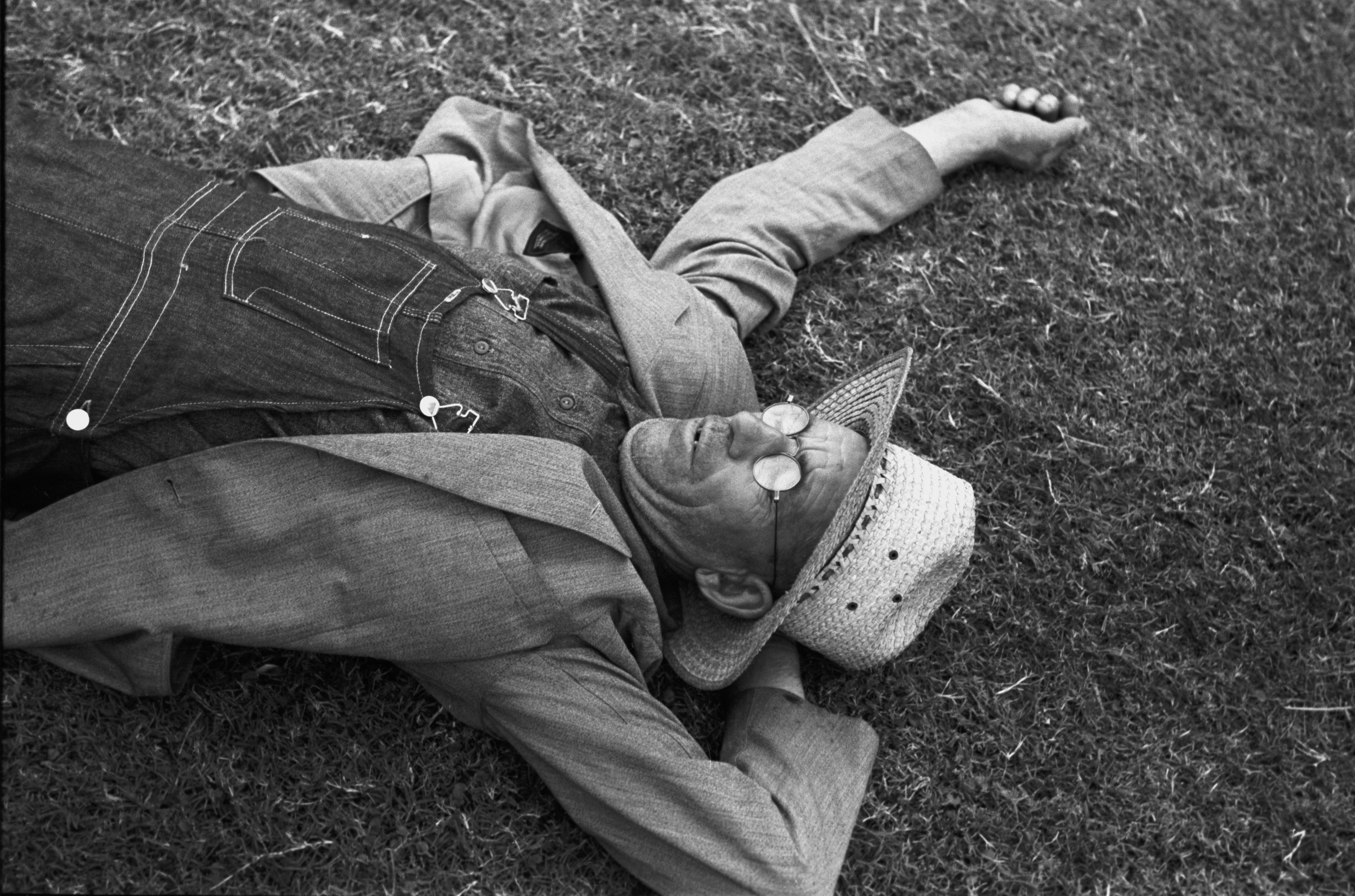
Ausruhender Farmer
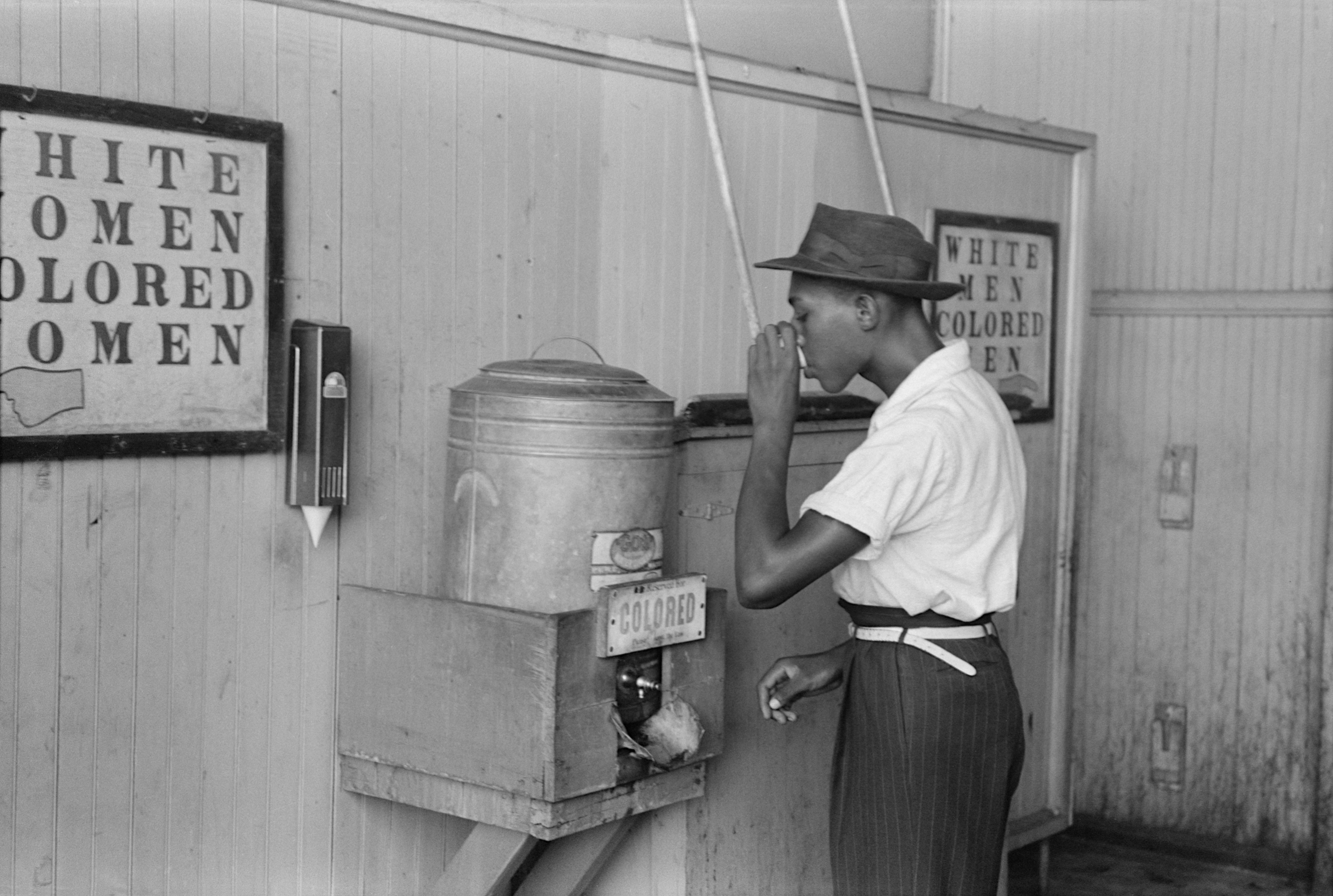
Rassengetrennte Einrichtung, 1939
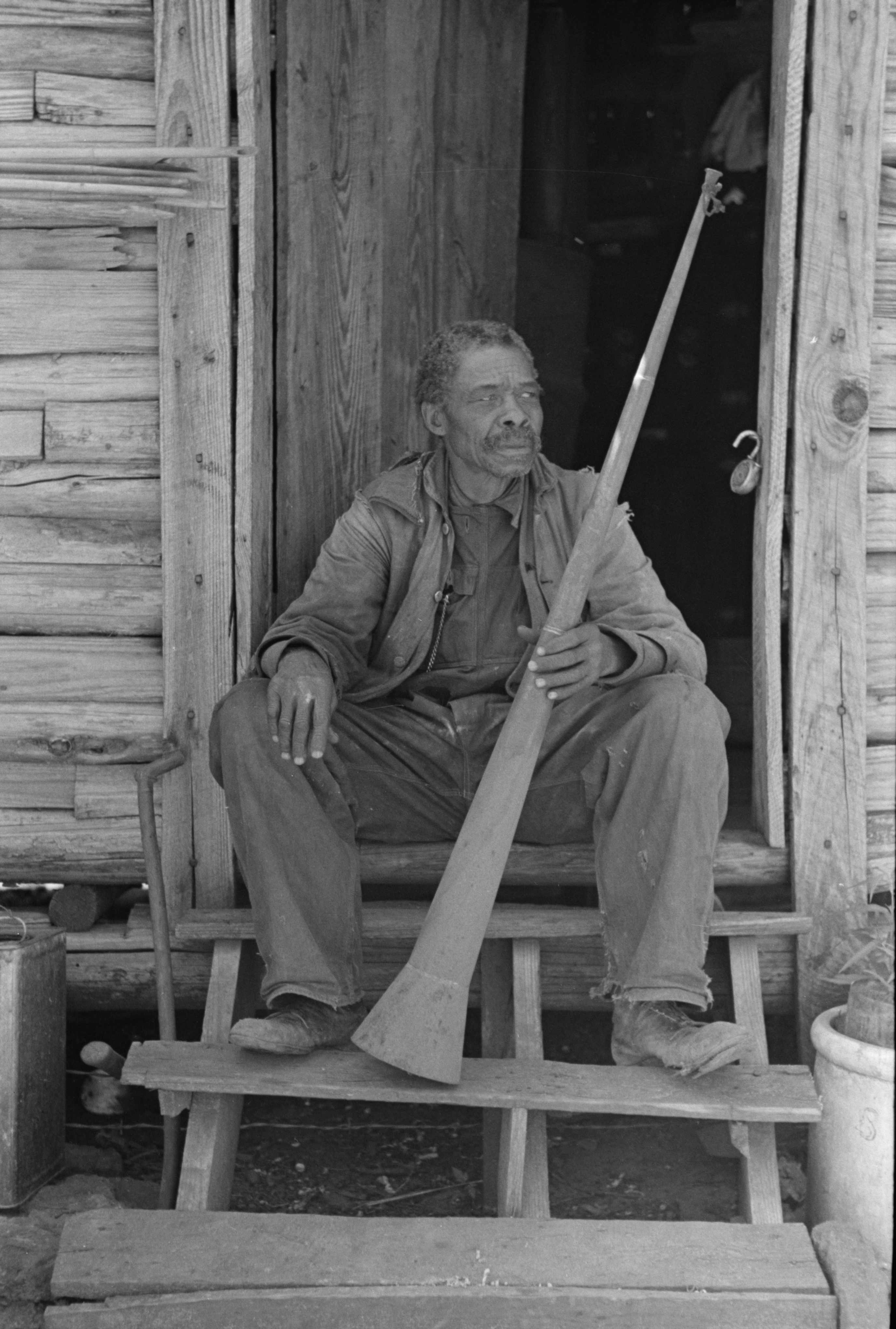
Ehemaliger Sklave mit Sklavenhorn
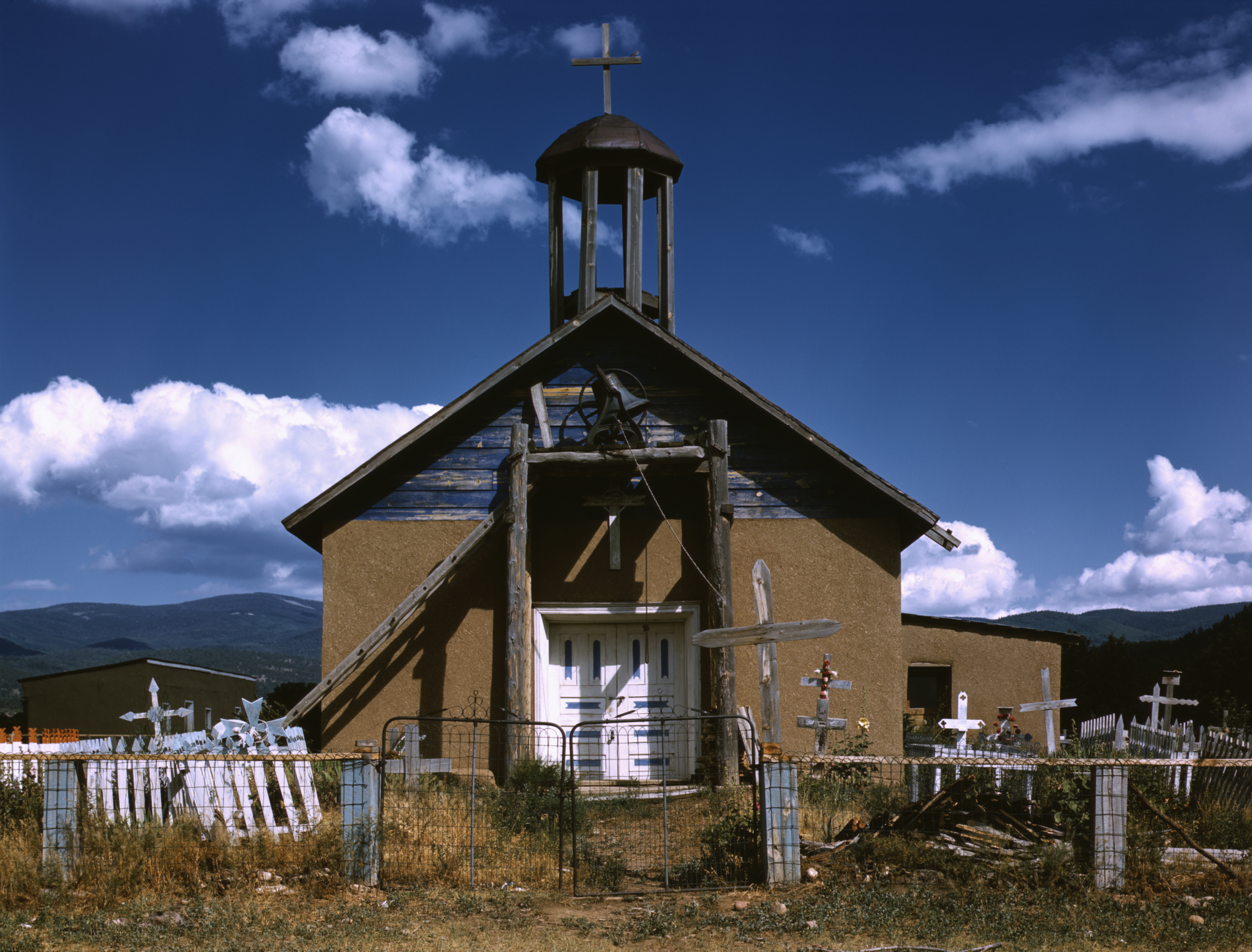
Llano de San Juan, New Mexico, 1940
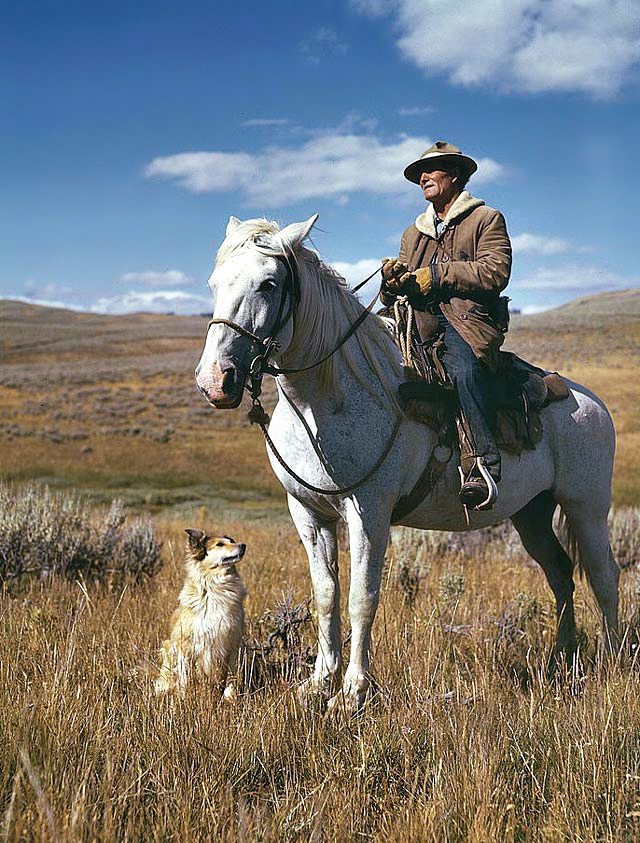
Hirte in Montana
U.S. Airman